# Boezemgemaal

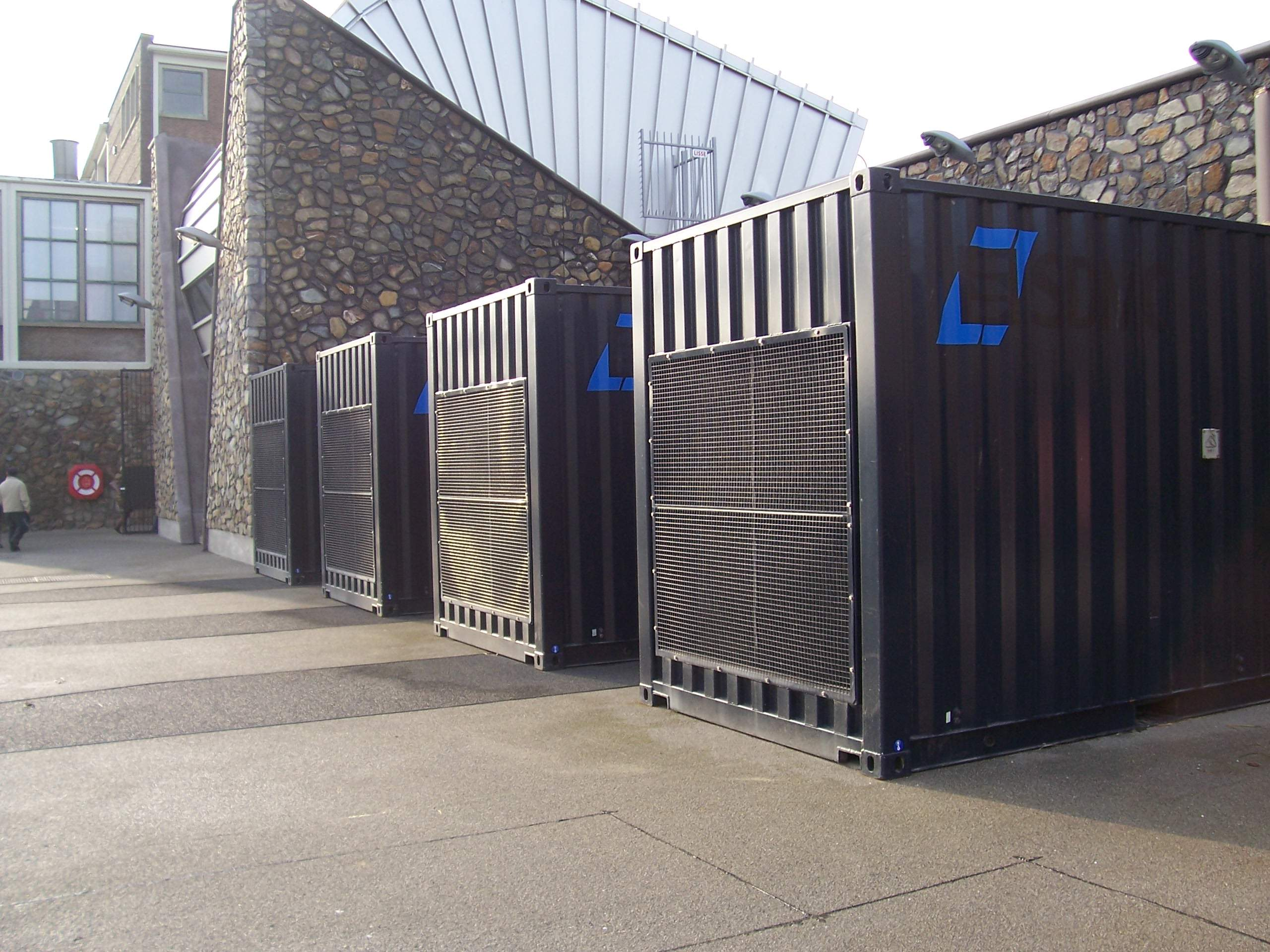
Achterzijde van boezemgemaal Katwijk daterend uit 1954 + deel nieuwbouw 2009-2011. Het boezemgemaal verving een binnensluis uit 1806

Een boezemgemaal of boezemmolen is een gemaal respectievelijk windmolen die het uitmalen van het water uit de boezem verzorgt. De aanwezigheid van een gemaal of molen is noodzakelijk indien het boezempeil lager is dan het peil van het water waarop uitgemalen moet worden. In andere gevallen volstaat een spuisluis.
Boezemgemalen zijn gewoonlijk de laatste schakel in de keten: ze malen het water uit naar oppervlaktewater dat in directe verbinding staat met een rivier of ander water met natuurlijke afvoer. Hier en daar worden boezemgemalen toegepast om een boezem uit te bemalen op een andere boezem, als de eerste boezem geen mogelijkheid heeft om het water rechtstreeks te lozen. Zo werd de Raaksmaatsboezem bemalen op de Schermerboezem. De molens die dat deden werden in Noord-Holland strijkmolens genoemd.

## Boezemgemalen en -molens in Nederland
De bekendste boezemmolens van Nederland maken deel uit van de Kinderdijkse molens. Ze bemalen De Nederwaard en De Overwaard.
Enkele grote boezemgemalen, met een capaciteit van meer dan 1000 m3/minuut, zijn:
- Gemaal De Blocq van Kuffeler (Waterschap Zuiderzeeland, Almere – IJsselmeer);
- Hoogheemraadschap van Delfland:
  - Gemaal Mr. Dr. C.P. Zaayer ( Boonervliet – Scheur);
  - Gemaal Parksluizen (Coolhaven – Parkhaven).
- Waterschap Noorderzijlvest:
  - De Drie Delfzijlen (Damsterdiep – Noordzee);
  - De Waterwolf (Reitdiep – Noordzee);
- Voor de Friese boezem (Wetterskip Fryslân):
  - J.L. Hooglandgemaal (Stavoren – IJsselmeer);
  - Ir. D.F. Woudagemaal (Lemmer – IJsselmeer), Werelderfgoed);
- Voor de Rijnlandse boezem (Hoogheemraadschap van Rijnland):
  - Boezemgemaal Halfweg (Ringvaart – Noordzeekanaal);
  - Boezemgemaal Spaarndam (Spaarne – Noordzeekanaal);
  - Koning Willem-Alexandergemaal (Katwijk – Noordzee);
  - Mr. P.A. Pijnacker Hordijkgemaal (Gouda – Hollandse IJssel);
- Voor de Schermerboezem (Hoogheemraadschap Hollands Noorderkwartier):
  - De Helsdeur (Nieuwediep resp. Waddenzee);
  - Zaangemaal (Noordzeekanaal);
  - Gemaal C. Mantel (Markermeer);
  - Gemaal Monnickendam (Gouwzee).
- Voor de Waterlandse boezem (Hoogheemraadschap Hollands Noorderkwartier):[1]
  - Gemaal De Poel bij Monnickendam;
  - Gemaal Kadoelen bij Kadoelen, Amsterdam-Noord.